# ایستگاه متروی هایگیت
ایستگاه متروی هایگیت (انگلیسی: Highgate tube station) یکی از ایستگاه‌های خط شمالی متروی لندن است.
این ایستگاه که در منطقه هرینگی لندن قرار دارد در سال ۱۸۶۷ میلادی تأسیس شده‌است.